# Proto-Ozeanische Sprache
Proto-Ozeanisch ist eine Protosprache, die historische Linguisten seit Otto Dempwolff (1871–1938) als hypothetische gemeinsam Vorform der ozeanischen Untergruppe der austronesischen Sprachfamilie rekonstruiert haben. Proto-Ozeanisch ist damit einer der Nachkommen der Proto-Austronesischen Sprache, dem gemeinsamen Vorläufer der austronesischen Sprachen. Proto-Ozeanisch wurde sehr wahrscheinlich um das Ende des 2. Jahrtausends v. Chr. im Bismarck-Archipel östlich von Papua-Neuguinea gesprochen. Archäologen und Linguisten sind sich heute einig, dass seine Sprecher mehr oder weniger mit den Trägern der Lapita-Kultur übereinstimmen.